# Nothura
Nothura är ett fågelsläkte i familjen tinamoer inom ordningen tinamofåglar. Släktet omfattar numera vanligen fyra nu levande arter som förekommer i centrala Sydamerika från Peru och östra Brasilien till sydcentrala Argentina:
- Vitbukig tinamo (N. boraquira)
- Småtinamo (N. minor)
- Örttinamo (N. darwinii)
- Fläckig tinamo (N. maculosa)

Tidigare urskildes även arten Nothura chacoensis ("chacotinamo") som egen art och vissa gör det fortfarande. Numera behandlas den dock vanligen som del av fläckig tinamo.
Två fossila arter finns också beskrivna:
- Nothura parvulus – sen pliocen i Argentina
- Nothura paludosa – sen pleistocen i Argentina